# Гра (фільм)
«Гра» (англ. The Game) — американський трилер режисера Девіда Фінчера, знятий за сценарієм Джона Бранкато та Майкла Ферріса. Хоча фільм мав би бути наступною роботою Фінчера після стрічки «Чужий 3», через залученість режисера до знімання трилера «Сім» його відзняли тільки 1997 року. У вересні того ж року він вийшов у прокат та зібрав близько 109 мільйонів доларів — ці гроші покрили витрати (70 мільйонів доларів), проте не виправдали касових сподівань продюсерів.
У центрі сюжету історія дуже багатого банкіра Ніколаса Ван Ортона, якого переслідують тяжкі спогади минулого. Його життя позбавлене емоцій. На пропозицію свого брата Конрада, він вирішує зіграти у специфічну гру. Надалі вона кардинально змінить долю головного героя, перетворивши його життя на суцільний хаос та поставивши під загрозу все, що він має. Головні ролі у фільмі виконали Майкл Дуглас, Шон Пенн та Дебора Кара Ангер.
Хоча спочатку фільм критики сприйняли двоїсто, надалі про нього стали відгукуватися значно тепліше. Режисер та сценаристи порушують питання природи реальності та можливостей маніпулювання нею, контролю людини над своїм життям та контролю над людиною, у стрічці звучать теми самотності та переродження. Деякі критики вважають, що якби фільм вийшов на 20 років пізніше, його прийняли б набагато краще, тому що все те, що зображено у «Грі» — втрата контролю, фейки та обман, агресивний вплив компаній (особливо в інтернеті) на вибір особи, неоднозначність, яка довкола і з якою потрібно жити — все це актуальніше для теперішнього часу, ніж для 1997.
У художньому плані Фінчер надихнувся низкою інших творів: параноїдальними трилерами та серіалами 60-х і 70-х, роботами Гічкока, Дікенса та Кафки, біблейськими мотивами.

## Сюжет
Фільм розпочинається із флешбеків головного героя, банкіра Ніколаса Ван Ортона, про одне зі святкувань дня народження у його дитинстві. Спогади перериваються, а банкір вирушає зі свого будинку до офісу. Його секретарка перераховує всі запрошення, серед яких є одне від його брата Конрада, котрого Ніколас уже давно не бачив.
Конрад хоче зустрітися, аби привітати головного героя з прийдешнім днем народження. Він дарує Ніколасові сертифікат від компанії CRS («Consumer Recreation Services»), наполягаючи на тому, аби той скористався їхніми послугами. Під вечір Ван Ортон повертається додому і з'являються нові флешбеки, які відкривають страшну подію у житті банкіра: Ніколасу виповнюється 48 років, а саме в такому віці його батько вчинив самогубство, зістрибнувши із даху будинку. Зробив він це саме в день народження головного героя.
Наступного дня Ніколас через справи потрапляє до будинку, де розташована CRS. Йому цікаво, що може запропонувати компанія. Ван Ортона зустрічає Джим Файнголд — віцепрезидент компанії з технічних питань — та пояснює, що він може зіграти в «гру». Жодних чітких деталей він не розповідає, натомість просить Ніколаса пройти низку тестів. У той же день головний герой у заміському клубі ненавмисно чує розмову двох бізнесменів про «гру», проте при розмові від них жодної конкретики отримати не вдалося, лише запевнення, що він про це не пошкодує.
Зранку Ван Ортон отримує дзвінок: він не пройшов тести й недопущений до гри. Проте ввечері, повертаючись додому, він натикається на ляльку-клоуна, яка лежить у місці, де лежало тіло його батька. У роті ляльки він знаходить ключ з емблемою компанії. Під час перегляду новин ведучий зненацька починає звертатися до Ніколаса та описує правила гри. Головне завдання гри — це зрозуміти мету гри. Ван Ортону також показують, яким чином із ним спілкуються — у клоуні сховано камеру.
Зранку Ніколас летить до іншого міста, аби звільнити керівника однієї з підлеглих йому компаній — Енсона Баєра. В аеропорту з ним трапилася неприємність: з ручки потекло чорнило і забруднило сорочку. Дискусія з Баєром відбулася на високих тонах, але й тут сталася халепа: Ніколас не зміг відкрити валізу з документами про звільнення. Розлючений, він повертається до Сан-Франциско аби зустрітися з Конрадом у ресторані. Брат не приходить, натомість на нього перевертає тацю офіціантка. Її одразу ж звільняють, але Ніколасу замість меню невідомий приносить записку з написом «Не дайте їй піти». Ван Ортон намагається поговорити з офіціанткою, яку звуть Крістін, але в цю мить якійсь людині стає зле і вони вирішують їй допомогти. Полісмен просить, аби Крістін та Ніколас проїхали до лікарні: це потрібно, аби скласти протокол. Щойно машина приїжджає до лікарні, як у будівлі гасне світло, а весь персонал розбігається. Головні герої намагаються знайти вихід і прямують до ліфта, проте він застрягає між поверхами. Вони вилазять із нього, і Ніколас розуміє, що вони у будівлі CRS. Раптом лунає сигналізація, і пара змушена втікати від сторожів та їхніх собак. Ніколас і Крістін добираються до його офісу, і Ван Ортон викликає для дівчини таксі.
Ніколаса будить телефонний дзвінок: його банківська картка знаходиться в готелі «Nikko». Не розуміючи нічого, він вирушає до винайнятої на його ім'я кімнати. У ній він знаходить кокаїн та фотографії порнографічного змісту. Вважаючи, що це спроба Баєра обмовити його, головний герой прямує до нього, але той радо підписує документи на звільнення та дякує за можливість відпочити. Ніколас повертається додому і розуміє, що хтось удерся до його будинку. Раптом нізвідки з'являється схвильований Конрад і просить поїхати з ним до міста. Конрад каже, що за всім цим стоїть CRS, і що він втягнув у це брата, оскільки по зав'язку в боргах. Зненацька пробивається шина, і Конрад, шукаючи інструменти, натомість знаходить у бардачку брата багато ключів з емблемою компанії. Він звинувачує брата в тому, що той діє у згоді з CRS, та втікає від нього. Ніколас же ловить таксі, проте водій намагається його вбити, заблокувавши двері й направивши автівку у воду. Ван Ортон рятується завдяки ручці, яку йому переслали напередодні.
Банкір звертається у поліцію, проте в будівлі, де колись була розташована компанія, немає ані сліду. Ніколас знаходить Крістін, аби поговорити з нею. У мить, коли вона відійшла, він помічає дим із настільної лампи: це зайнявся цінник. Виявляється, що весь будинок Крістін несправжній. Під тиском Ван Ортона вона зізнається, що за ними слідкують через димову сигналізацію. Банкір не витримує та розбиває її; тільки-но він це робить, як їх починають переслідувати озброєні люди. Викравши машину, пара втікає до одного з будинків Ван Ортона. У дорозі Крістін розповідає йому, що вона працює на CRS, а головна мета «гри» — обчистити рахунки Ніколаса. Дзвінки до банків лише підтверджують слова «офіціантки». У будинку Ніколасу дзвонить його адвокат і каже, що зі всіма рахунками все добре. Головний герой не знає, кому вірити, і в цю мить йому стає погано: його отруює Крістін, кажучи, що він дзвонив не в банки, а до компанії, і тепер їм відомі всі паролі.
Ніколас прокидається на кладовищі в Мексиці. Звернувшись до американського посольства та обмінявши свій годинник на гроші, він дістається до Сан-Франциско. Далі Ван Ортон пробирається до свого будинку, який уже виставлений на продаж, та забирає схований револьвер. Опісля звертається до колишньої дружини, аби позичити її авто. У кафе Ван Ортон бачить рекламу, в якій знімається Джим Файнголд. Ніколас усвідомлює, що він не віце-президент, а звичайний актор, та виходить на нього. Під дулом револьвера Файнголд змушений провести Ван Ортона до самісінького серця компанії. Далі, утікаючи від охоронців, головний герой бере в заручники Крістін замість Файнголда, якого епізодом раніше вбили, та закривається на даху будівлі. Тут Крістін зізнається, що все це — лише гра, що всі постріли — це спецефекти, з його рахунками все гаразд, а за стіною, яку от-от виламають, стоїть Конрад із шампанським. Проте Ніколас не вірить їй, і щойно стіна падає, він стріляє. За стіною справді був Конрад із шампанським, який тепер лежить мертвим. У смутку через убивство брата головний герой знаходить лише один вихід: він стрибає з будинку.
Ніколас приземляється на подушку безпеки, надуту посеред залу з гостями. Раптом спускається живий Конрад, а всі починають вітати головного героя з днем народження. Усе, що трапилося — справді гра, що мала розбудити в Ніколасі емоції та змінити його погляди на життя. В останній сцені Ван Ортон вибігає за Крістін, яка вже зупинила таксі, та запрошує її на побачення. Крістін натомість запрошує його випити каву в аеропорту просто зараз. На роздумах Ніколаса фільм закінчується.

## Акторський склад

### Другорядні ролі
- Джеймс Ребгорн — Джим Файнголд (віце-президент CRS)[3][4]
- Петер Донат — Самюель Сазерленд (адвокат Ван Ортона)[3][4]
- Керролл Бейкер — Ілза (хатня робітниця Ван Ортона)[3][4]
- Анна Катаріна — Елізабет (колишня дружина Ван Ортона)[3][4]
- Армін Мюллер-Шталь — Енсон Баєр[3][4]
- Чарльз Мартіне — батько Ван Ортона[3][4]
- Елізабет Деннегі — секретарка Ван Ортона[3][4]
- Скотт Гантер Магваєр – Ван Ортон у дитинстві[3][4]
- Томмі Фленеган — водій таксі[3][4]
- Денієл Шорр — ведучий новин, камео[3][4]

## Історія створення фільму

### Робота над сценарієм та вибір режисера

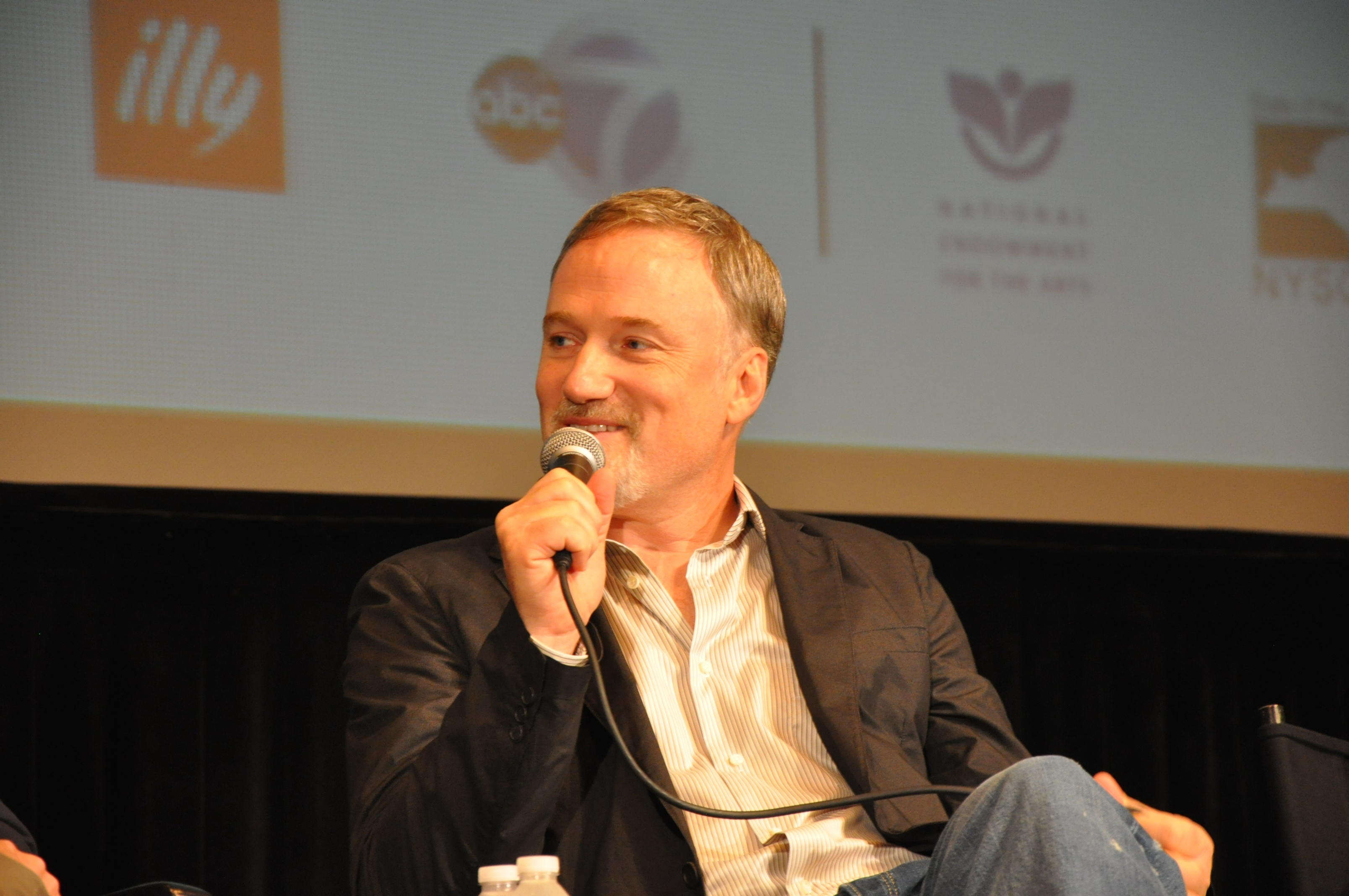
Девід Фінчер (2010 рік)

Джон Бранкато та Майкл Ферріс написали сценарій ще 1991 року та продали його «Metro-Goldwyn-Mayer». Спершу режисером фільму мав стати Джонатан Мостоу (який залишився виконавчим продюсером проєкту). Однак знімання, яке мало розпочатися в лютому 1993 року, було скасоване, позаяк «Metro-Goldwyn-Mayer» продала права на сценарій компанії «PolyGram Filmed Entertainment».
Ця купівля багато в чому визначила ім'я нового режисера. Річ у тім, що серед дочірніх компаній «PolyGram Filmed Entertainment» була «Propaganda Films», співзасновниками якої були Стів Голін та Девід Фінчер. За час існування «Propaganda Films» молодий режисер став одним з відкриттів для кіноіндустрії. Тому Голін, на правах продюсера, який опікувався щойно придбаним сценарієм, запропонував Фінчерові бути режисером майбутньої картини, а той погодився, оскільки Девідові сподобалися неочікувані ходи та повороти. Фільм мав стати другим у фільмографії режисера, проте Фінчер також підписав контракт на режисуру фільму «Сім». Одна з головних ролей належала Бреду Пітту, щільний графік якого змусив спочатку відзняти картину про серійні вбивства, засновані на семи смертних гріхах. Остання стала фінансово успішним проєктом, дозволивши Фінчеру забути про провал «Чужого 3» та домогтися більшого бюджету для «Гри».
Оригінальний сценарій Бранкато та Ферріса був суттєво змінений, особливо активно після того, як Фінчер відзняв «Сім» і міг повністю розпочати роботу над новим проєктом. До роботи над сценарієм, окрім Бранкато та Ферріса, були залучені Ендрю Кевін Вокер (сценарист «Сім») та Ларрі Гросс (сценарист «48 годин»). Так, в оригінальному сценарії Ніколас мав би називатися Скайлером (англ. Schyuler), у віці приблизно двадцять п'ять років, єдиною дитиною у сім'ї, що пояснювало б його характер. До того ж він не повинен бути відлюдькуватим «холодним» банкіром, а радше азартним гравцем на фінансовому ринку, прикладом якого, на думку режисера, є Річард Бренсон, або головний герой фільму «Волл-Стріт» Гордон Гекко, якого теж зіграв Дуглас. Від цього всього вирішили відмовитися, аби створити дещо похмурішу історію та похмурішого неприємного головного героя. Заради цієї мети зі сценарію також прибрали всі комічні сцени, наприклад, сцену, у якій Ван Ортон розпочинає суперечку з растафаріанцем, який насправді був агентом компанії. Відмовилися також від явної романтичної лінії та натяків на це поміж Крістін та Ніколасом. У фільмі романтична подія (запрошення на побачення) бігцем з'являється у самому кінці.
В оригінальному сценарії подарунковий сертифікат Ван Ортон отримував з рук свого товариша з коледжу. Персонаж Конрада був наявним в оригінальному сценарії, проте його можна було б побачити лише перед фіналом фільму, а саме як пацієнта психіатричної лікарні. Ніколас мав би, попри благання брата, не стримати емоцій та полишити його. Фінчер відмовився від такої сцени, оскільки вона б додала негативного сприйняття головному персонажу, що було не потрібним перед фіналом. Також існував варіант переписати всі сцени під Фостер, яка мала б зіграти сестру чи доньку головного героя, але після виходу акторки з проєкту від цієї ідеї відмовилися й остаточно затвердили сцени з братом. На думку Ферріса, наявність молодшого брата дозволяє зробити сцену із залученням до гри головного героя реалістичнішою. Початковий варіант сценарію містив фінальну сцену, у якій Ван Ортон пострілом вбиває Крістін і через скоєне стрибає з даху. Проте від такої ідеї відмовилися, позаяк вона не мала необхідної емоційної складової, яка б справді змусила головного героя накласти на себе руки (як-не-як, вона весь фільм його обманювала), тому на місце Крістін у фіналі помістили Конрада.
З подачі Вокера та Гросса до сценарію додали Ілзу, хатню робітницю, з метою посилити увагу на переживаннях Ван Ортона щодо схожості між ним та батьком, а також низку християнських мотивів. Так, Ніколас мав прокинутися в сміттєвому баку, натомість у фільмі він прокидається на кладовищі у Мексиці; один з бізнесменів у заміському клубі цитує Євангеліє від Івана тощо.

### Кастинг

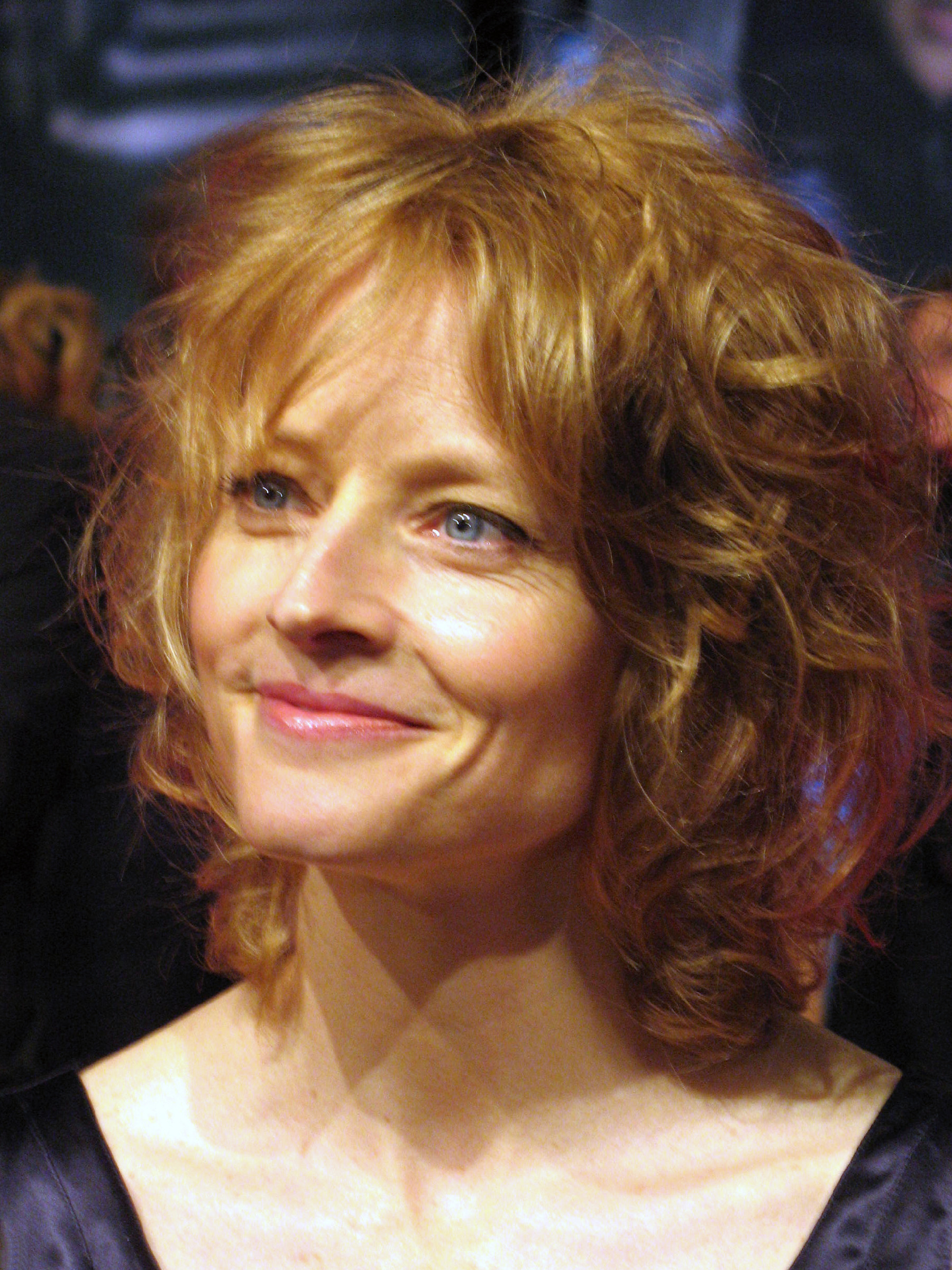
Джоді Фостер (2007 рік), яка могла зіграти у фільмі

Якби режисером фільму залишився Мостоу, то головні ролі у фільмі зіграли Кайл Маклаклен та Бріджит Фонда. Проте після того, як до режисерського містка прийшов Фінчер, сценарій активно переписувався і від цих кандидатур відмовилися та розпочали, не без проблем, пошук інших акторів.
На головну роль запросили Майкла Дуґласа. Фінчер був задоволений контрактом з актором, оскільки, на його думку, саме Дуглас ідеально підходив на роль такої неприємної людини, як Ван Ортон, зважаючи на низку його попередніх ролей, коли він грав головних, але неприємних, героїв: Гордона Гекко у «Волл-Стріт» чи Вільяма Фостера у «З мене досить». Присутність Дугласа також дозволила пропіарити фільм, збільшити зацікавленість у ньому потенційних глядачів.
Головну жіночу роль у фільмі мала зіграти Джоді Фостер, про що оголошено на Каннському кінофестивалі 1996 року. Фінчер був у захваті від можливості співпрацювати з акторкою, проте скептично віднісся до того, що зірка її рівня гратиме офіціантку. Тоді сценарій намагалися переписати таким чином, аби Фостер зіграла сестру або доньку Ван Ортона. Варіант з донькою не влаштовував Дуґласа, тому що за таких умов він виглядав занадто старим для романтичної лінії з іншою акторкою. Паралельно з підготовкою до «Гри» Фостер була залучена до фільму «Контакт». У зв'язку з неможливістю узгодити графіки знімань двох фільмів та через дебати щодо сценарію продюсери вирішили відмовитися від послуг акторки. Такий перебіг подій не сподобався Фостер і вона навіть подала до суду, проте згодом забрала позов назад, оскільки сторони владнали конфлікт у досудовому порядку.
Позаяк варіант із братом залишили, продюсери розпочали підшукувати актора на цю роль. Узяти участь у проєкті пропонували Джеффу Бріджесу, проте він відмовився. У підсумку, роль дісталася Шону Пенну.
Паралельно тривали пошуки акторки на роль Крістін. Роль дісталася канадській акторці Деборі Карі Анґер, хоча Дуґлас, коли вперше побачив акторку, вважав, що вона не отримає місця в акторському складі проєкту.

### Знімання та місцини
Зі слів Фінчера, знімання фільму було довгим (понад 100 днів) та важким, зважаючи на складний, повний сюжетних поворотів, сценарій. Дебора Кара Ангер в одних сценах повинна була переконувати, що вона проста офіціантка, в інших — що її просто помилково втягнули в усю цю ситуацію, ще в інших — відверто діяти як працівник компанії, таким чином ідучи супроти більшості того, що вона показувала раніше. Через ту ж складність сценарію Фінчер відмовився від свого первинного задуму знімати сцени у хронологічному порядку, оскільки побоювався «штучності» відзнятого матеріалу.

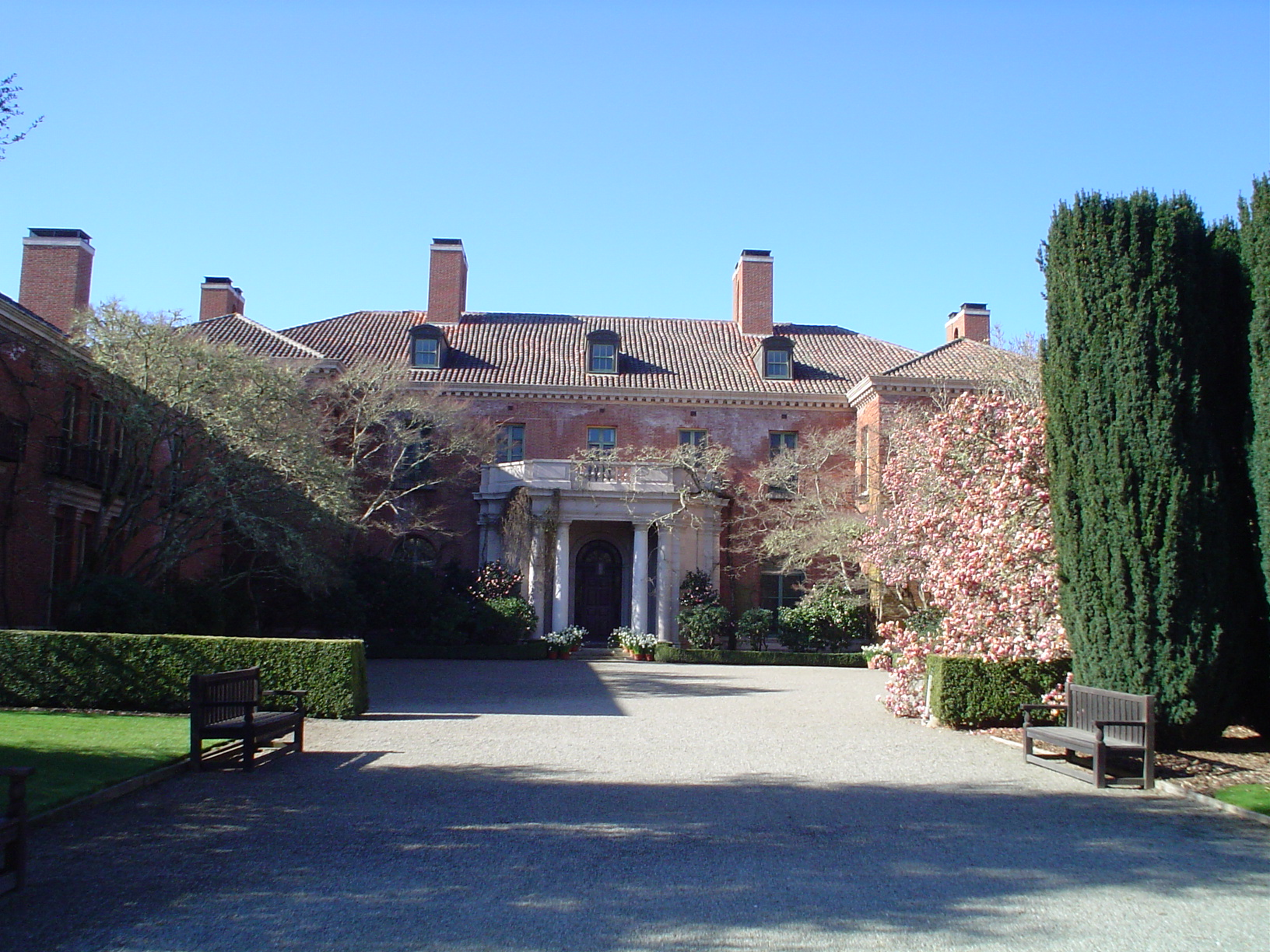
Будинок «Filoli» (садиба Ніколаса Ван Ортона)

Серед міст-кандидатів на проведення знімань були Лос-Анджелес, Сан-Франциско, Чикаго та Сієтл. Продюсери наполягали на зніманнях у Лос-Анджелесі через бажання зекономити гроші. Однак режисер бачив саме Сан-Франциско, його вузькі вулички, темні провулки та пагорби, як ідеальне місце, в якому можна розкрити характер Ван Ортона. Урешті-решт, різні частини фільму відзнято в обидвох містах.
Низку сцен відзнято у фінансовому кварталі Сан-Франциско, що супроводжувалося певними складнощами для знімальної команди, адже з понеділка й до п'ятниці квартал переповнений людьми, що унеможливлює роботу знімальної команди. Робота над фільмом відбувалася під час вихідних днів, коли людей у цьому кварталі значно менше. Будинок «Filoli», який знаходиться неподалік міста (у Вудсайді), став будинком Ван Ортона. Серед інших локацій Сан-Франциско, використаних у фільмі, можна побачити міжнародний аеропорт Сан-Франциско (для однойменної сцени), портова набережна (для сцени з таксі), зоопарк Сан-Франциско (сцена, у якій Ван Ортон бере у заручники Файнголда), військовий госпіталь імені Леттермана у парку «Президіо» (сцена в їдальні CRS).
Сцену з китайським рестораном відзнято в однойменному кварталі Лос-Анджелеса, офіси CRS спеціально побудовано у Лос-Анджельському студійному центрі (у 1997 будівля належала компанії «Unocal Corporation» і мала відповідну назву — «Unocal Building»). Для сцен утечі від охоронців Фінчер використав ті самі локації (також розміщені в китайському кварталі Лос-Анджелеса), які використовував у фільмі «Сім». Сцену, у якій Ван Ортон просить когось із далекобійників підкинути його додому, відзнято у кафе в Давні.
Ще одним містом, в якому відбулося знімання, стало Мехікалі, розташоване на кордоні із США. Сцена з прокиданням на кладовищі відзнята саме там, а сам цвинтар було спеціально побудовано для потреб фільму.

### Вирізані сцени
Низку сцен було відзнято, проте вони або не потрапили до фінальної версії фільму, або були суттєво скорочені.
- Обрізана сцена з Крістін та Ніколасом у його офісі, після втечі від охоронців CRS. Сцена містила довший діалог, у якому Крістін розпитувала Ван Ортона про його життя, проте від цього всього відмовилися, адже, як вище було згадано, режисер не хотів бачити яскравої романтичної лінії між двома героями чи створити відчуття того, що Крістін є кимось важливим[26].
- Вирізана сцена, в якій Ван Ортон дістає удар в обличчя від мексиканського поліціянта[26].
- У фінальній сцені мало бути більше пояснень про те, як компанія влаштувала всі розіграші, проте це негативно вплинуло на оцінку глядачів на тестових переглядах, тому сцену вирізали[27].
- Відзнята сцена, у якій головного героя, який щойно вибрався із затонулого таксі, підбирає хтива жінка на човні та намагається спокусити, проте Ван Ортон відмовляє їй, вважаючи, що вона агент компанії[26].

## Зображення та звук

### Зображення
Фінчер, властивою йому манерою, віддав велику увагу кольоровій гамі, освітленню та зображенню темряви. Прикладом для створення картинки у «Грі» стали фільми «Бувши там», «Клют», «Вся президентська рать» та «Хрещений батько». За оператора Фінчер узяв Гарріса Савідеса, з яким устиг попрацювати у фільмі «Сім» (основним оператором фільму був Даріус Гонджі).
Зважаючи на важкий сценарій, аби полегшити роботу акторам, режисер та оператор надали перевагу зніманням однією камерою та знімали більшість сцен загальним планом від початку до кінця (так званий майстер-план). Загальний план знімали на 27 мм лінзу, а великий — на 75 мм.
Від самого початку Фінчер хотів, аби глядач максимально забув про те, що перед ним картинка з кінофільму. Для цього у денних сценах, у яких зображено садибу Ван Ортона, Савідес використовував максимум природного, дещо підсиленого, світла. Для тих же сцен він використовував плівку Kodak 320T 5277, яка дозволила зменшити контрастність цих сцен та уникнути перенасичених кольорів.
Фінчер хотів зобразити таку темряву, у якій актори буквально зникали б. При цьому вона мала б виглядати природно. Для виконання такого завдання Савідес використав плівку Kodak 500T 5279 для нічних сцен у місті, яку недоекспонував, аби на картинці отримати густу темряву. Плівку також додатково засвітили. Часто у фільмах ніч має блакитний відтінок, що досягається накладання спеціального блакитного гелю на штучні джерела світла, проте оператор відмовився від цього, тим самим забезпечивши максимально природний вигляд ночі. На відміну від денних сцен, у нічних сценах потрібно було створити контраст. Як і в попередньому фільмі Фінчера, для цього використали один з методів ретенції срібла, а саме метод ENR. Цей метод дозволяє отримати насичений чорний колір та зменшити насиченість інших кольорів.
Окрім темряви, велику роль у фільмі грає освітлення. Більшу частину фільму головний герой мало освітлений. Та ближче до кінця він починає отримувати дедалі більше світла. Таке освітлення було свідомим ходом з метою посилити відчуття духовного переродження Ван Ортона.
Скло та його уламки у сцені падіння головного героя намальовані на комп'ютері.

### Вступна сцена та тизер
Як і в «Сім», вступна сцена «Гри» відіграє важливу роль у розумінні того, що чекає на глядача у фільмі. Вони розпочинаються з кількох кадрів, які розсипаються на окремі пазли. Задум режисера полягав у тому, що пазли символізують загадку, аби розгадати таємницю, необхідно зібрати їх всіх докупи, аби герой зміг зрозуміти, що з ним відбувається, йому необхідно аналізувати події, місця та людей та на основі спостережень робити висновки.
Основна частина вступної сцени — це домашнє відео, яке, як пізніше виявиться, є спогадами головного героя і багато в чому розкриває його характер. Титрів, як таких, на початку фільму майже не показано (за винятком згадування компаній, що продюсували фільм в кадрах з пазлами). Флешбеки головного героя, на відміну від решти фільму, який знімався на 35 мм плівку, відзняті на 16 мм плівку Ektachrome VNF 125T 7240. Використані камери від «Panavision» та «Bolex». 16 мм зображення пізніше розширено до 35 мм формату, до нього додано ефекти подряпин, що дозволило створити ілюзію архівності зображення.
Кадри зображують молодого Ван Ортона в день його народження та демонструють сцени, коли він стоїть поряд з батьком. Попри те, що вони усміхаються один одному, відчувається напруга, особливо на обличчі батька. В інших сценах показане саме святкування дня народження, гарно вдягнуті гості та подарунки, але при цьому батько Ніколаса то курить на самоті в якійсь кімнаті, то хоче покинути свято. Пізніше глядач з'ясовує, що батько головного героя покінчив життя самогубством. Вступні кадри розкривають тяжку дитячу травму, яку пережив Ніколас і яка вплинула на формування його особистості, пояснюють, чому він такий самотній. По суті ці кадри символічно показують ключових людей в житті ван Ортона, стосунки з ними, і тим самим ще глибше дозволяють проникнути у свідомість героя: батько, який покидає свято, іграшкова модель кораблика, як його останній подарунок (символ зв'язку між сином та батьком), а також сцени, де Ніколас тримає на руках маленького Конрада (дитина, яку відібрали для ролі маленького Конрада, розплакалась під час фільмування цієї сцени, що, на думку, Фінчера, додало реалізму епізоду та дуже підходило для зображення складних стосунків братів).
Багато глядачів та критиків вбачають вплив вступної сцени «Гри» на вступні титри серіалу «Спадщина».
Не меншої уваги заслуговує тизер фільму. У ньому на фоні напружених діалогів з фільму зображено маріонетку, яку смикають за ниточки, спочатку відносно повільно, але з плином часу її рухи стають все різкішими зі зростанням напруги. Фінчер хотів цим тизером натякнути, що на глядача у фільмі чекає (гра, маніпуляція), при цьому не показуючи жодного кадру з самого фільму. Початково планувалося в тизері використати кадри з пазлами, але Фінчер переніс їх у кіно.

### Звук та саундтрек

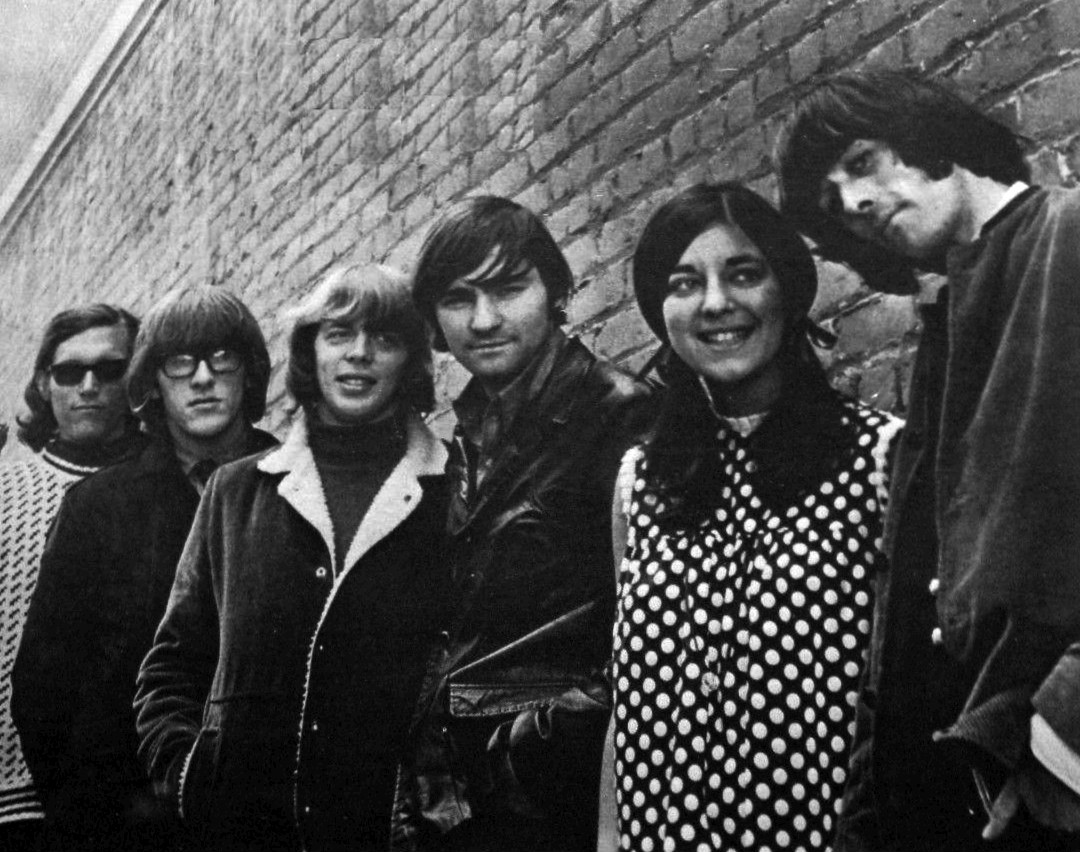
Jefferson Airplane

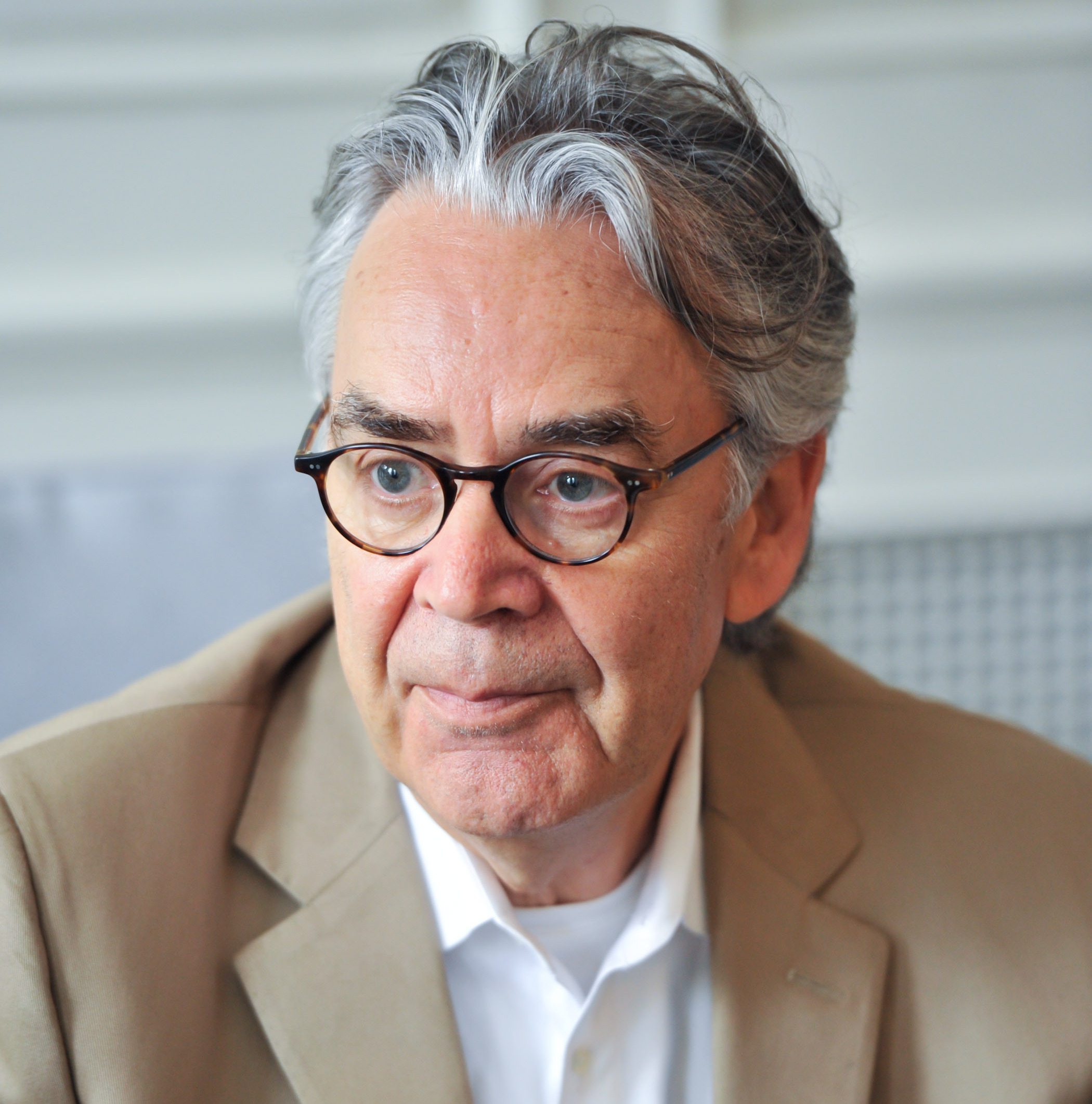
Говард Шор

Композитором фільму став Говард Шор, з яким Фінчер встиг попрацювати над створенням «Сім», але якщо в тому фільмі музика Шора покликана створити галас та рев оточення, у якому жили головні герої, то у цьому мелодії служили насамперед для показу внутрішнього стану головного героя. Наприклад, вступні кадри та паралельно тривожна та сумна мелодія піаніно підсвідомо впливають на глядача та змушують його надалі співчувати Ніколасу, якого переслідує минуле, але який насправді не є дуже приємним типом. Цікавим ходом режисера стало те, що музики у фільмі не так і багато і вона не є виразною, втім це не заважає їй емоційно впливати на глядача: нерегулярні звуки піаніно у супроводі з лиховісним звучанням струнних інструментів, які використав Шор, змушують глядача некомфортно почуватися і підкреслюють атмосферу недовіри та штучності, у якій опинився Ван Ортон. Нечасте використання музики у фільмі було цілком свідомим ходом режисера, який хотів заплутати глядача. Композиції у фільмах часто дозволяють зрозуміти глядачу наскільки важлива сцена, музичні підказки є елементом кіно. Оскільки з одного боку Фінчер знімав «Гру», як «кіно про кіно», а з іншого боку змушував аудиторію постійно задавити питання, чи події фільму таки гра-розіграш, а чи головний герой насправді потрапляє в небезпеку, кількість мелодій, які б допомогли глядачам, мінімізували. На фоні цих мелодій відрізняється використання пісні «White Rabbit». Група, яка виконала цю пісню, грала в стилі психоделічного року, музики, що створювалася на фоні приймання психоделічних речовин та фокусувалася на проблематиці зміненої свідомості. Оглядачі вважають, що епізод з цією піснею тільки підкреслює проблеми з розумінням реальності головного героя. Окрім того, ця музика завуальовано може вказувати на те, що головний герой наразі перебуває на шляху до змін, робить своєрідну подорож задля переродження (переживання на фоні вживання психоделіків називаються трипом, що походить від англ. trip — подорож).

### Музичний альбом
Музичний альбом з творіннями Шора та вже вище згаданою композицією Jefferson Airplane побачив світ на 3 дні раніше початку прокату фільму. Особливого успіху серед меломанів він не знайшов, радше за все через сильну прив'язаність мелодій до подій картини та їхню одноманітність.
| #   | Назва                                | Виконавець         | Тривалість |
| --- | ------------------------------------ | ------------------ | ---------- |
| 1.  | «Happy Birthday, Nicholas»           | Говард Шор         | 3:00       |
| 2.  | «Consumer Recreation Services»       | Говард Шор         | 3:09       |
| 3.  | «Harlequin Clown»                    | Говард Шор         | 4:28       |
| 4.  | «House Of Pain»                      | Говард Шор         | 5:07       |
| 5.  | «Van Orton Mansion»                  | Говард Шор         | 2:00       |
| 6.  | «Congratulations On Choosing C.R.S.» | Говард Шор         | 5:56       |
| 7.  | «Room 277»                           | Говард Шор         | 3:34       |
| 8.  | «Illegal Surveillance»               | Говард Шор         | 2:59       |
| 9.  | «Reckless Endangerment»              | Говард Шор         | 6:46       |
| 10. | «Attempted Murder»                   | Говард Шор         | 5:55       |
| 11. | «Mausoleum»                          | Говард Шор         | 3:55       |
| 12. | «Tung Hoy»                           | Говард Шор         | 4:34       |
| 13. | «Pulling Back The Curtain»           | Говард Шор         | 4:42       |
| 14. | «White Rabbit»                       | Jefferson Airplane | 2:50       |

## Аналіз фільму

### Засоби та особливості оповіді
З погляду проблематики, для фільмів Фінчера характерне зображення деструктивності та жорстокості чоловічого світу, роль міста, як такого ж деструктивного середовища на долі людей, самотності, відірваності та ізольованості. Це все присутнє і в «Грі».
З одного боку, фільм — це історія про переродження та позбавлення тягаря минулого. Вже з перших кадрів ми розуміємо, що головного героя переслідує минуле (суїцид батька). На додачу, він мультимільйонер, а тому повинен проявляти обережність в стосунках. Користуючись цими двома моментами, Фінчер зображає надзвичайно ізольованого чоловіка. Щоб підкреслити відірваність, у фільмі показано, як Ван Ортон всіляко уникає будь-яких контактів напряму (наприклад, сцена з діалогом з секретаркою телефоном). Він ні з ким не святкує своє день народження. На початку фільму, коли він їде на роботу в напрямку міста, його машина чи не єдина, яка їде в цьому напрямку. Ба більше, машина їде вслід за трамвайними рейками, тобто по вже второваному шляху, що символізує до певної міри відсутність свободи власного вибору у його житті. Окрім того, тут важлива і вертикальність: Сан-Фрациско місто пагорбів, Ван Ортон живе в елітному будинку на пагорбі. Коли він їде до міста, він спускається вниз: зображений спуск як ще більше підкреслює відірваність привілейованого багатія від інших людей, з якими він може контактувати лише в моменти, коли покидає свій район, так і служить головним мотивом фільму, де головний герой задля переродження повинен впасти на саме дно. Як уже було сказано, залучення Вокера та Гросса додало фільму християнських мотивів, які ще більше підсилюють відчуття того, що головний герой перетворюється на іншу персону. Так, сцена з прокиданням є алюзією на воскресіння, тобто на життя після смерті, хоча Бравнінг бачить у ній посилання на деякі твори Едгара Аллана По, в яких персонажів ховали живцем.
Ван Ортон — одержимий контролем (одержимість є ще однією улюбленою темою Фінчер), завдяки якому він себе оберігає. Аби гра справді стала досвідом, що змінить життя, вона відбирає у головного героя відчуття, що він усім керує. Фінчер в інтерв'ю American Cinematograph сказав, що якщо у «Грі» про щось і йдеться, так це про втрату контролю. Хаос забезпечується великою кількістю неочікуваних ситуацій та непередбачуваних поворотів. Як сказав сам режисер, Ван Ортон «знає, що відбувається і водночас не знає, що коїться» (he knows exactly what’s going on and he has no idea what’s going on) і через це він стає надзвичайно підозрілим, навіть «параноїком» (через атмосферу параної фільм описують як параноїдний трилер), очікуючи усюди підступу (як-от у сцені з Крістін, коли на вулиці людині стає погано). Напругу підсилює і те, що нікому не відома ціль гри і її правила. І головний герой, і глядач постійно повинні вирішувати, чи не є підступом те, що вони бачать, чи є правильним, а чи помилковими їхня оцінка подій, що відбуваються, та цілей CRS. Власне сценарій фільму і був написаний під впливом теорії ігор та дерева ухвалення рішень: кожен глядач вибирає для себе, чи зображені ситуації (мотиви CRS, щирість Крістін, роль Конрада) є правдою, а чи брехнею і таке рішення впливає на сприйняття наступних подій. Навіть якщо переоцінка можлива, об'єктивна реальність у фільмі залишається завжди однією і не відкривається до самого фіналу, підтримуючи напругу.

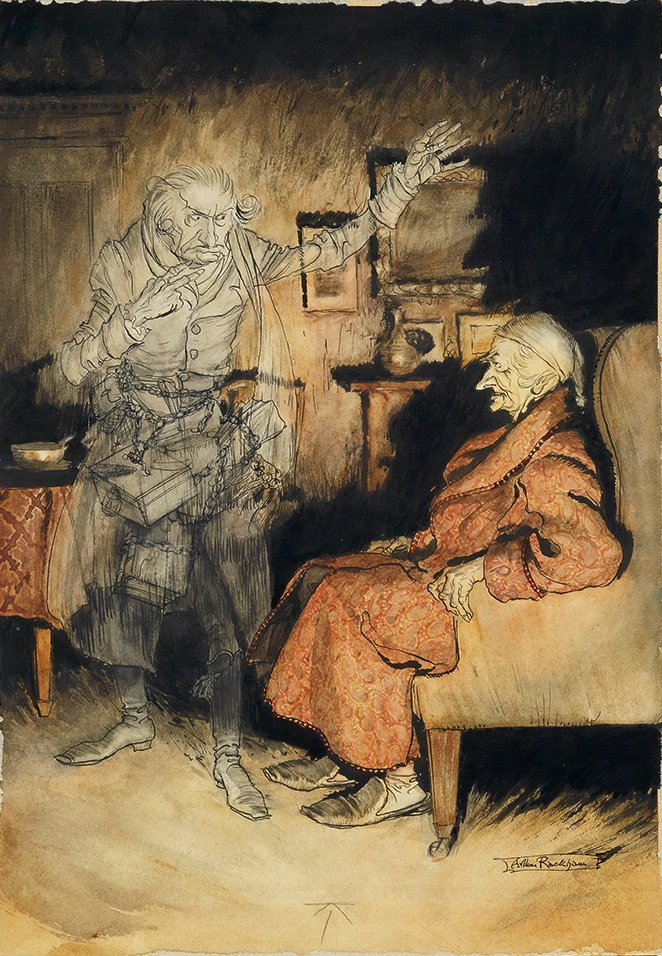
Ебенезер Скрудж (у кріслі)

Увесь хаос можна «читати» по-інакшому. І режисер, і деякі оглядачі, називають «Гру» фільмом про фільм чи про його знімання, карикатурою на Голлівуд. Натяком на корпоративний характер «фабрики мрій» є CRS — компанія, що розважає та створює альтернативну реальність. Те, що з ним відбувається — це просто сценарій, написаний під нього і про його життя. Ван Ортон лише актор, як і будь-який актор, що «потрапив» до Голлівуду, де слави добиваються не всі, змушений проходити через низку труднощів, аби досягти успіху.
Фінчер намагався передати те, як сучасні технології можуть впливати на стосунки з іншими людьми (знову ж та сцена, коли Ван Ортон надає перевагу спілкуванню через телефон, ніж тет-а-тет). Маніпуляції з реальністю, роздуми про те, що вона таке, те, зображення того, як мас-медіа та різні корпорації впливають на її сприйняття нами та питання, чи справді ми можемо все контролювати, є іншими темами фільму. Показною тут є сцена з клоуном та ефіром з Шорром, коли теленовини брутально вриваються в простір головного героя та збивають його з пантелику, змушуючи його сумніватися в правдивості свого сприйняття. Як пише Лінкольн Мічел з GQ, якщо 1997 року ідеї фільму виглядали надуманими, то через 21 рік вони вкрай актуальні, коли різноманітні соціальні мережі та інтернет-компанії завдяки алгоритмам можуть створювати для кожного окрему реальність, а також впливати на вибір людини. CRS, створюючи гру як альтернативний світ для Ван Ортона, мала б володіти колосальним масивом персональної інформації, що теж перегукується з можливостями компаній з Кремнієвої долини.
Деякі критики вбачають у фільмі певну сатиру на капіталізм та соціальний порядок в Америці. Сам режисер розказував, що Сан-Франциско зі своїми елітними районами на схилах є прекрасною картинкою для демонстрації соціальної ієрархії. Сцена з клоуном також відсилає до класових проблем, адже ведучий спочатку каже, «що 57 % американських робочих побоюються втратити роботу в наступні 5—7 років» (a staggering 57 percent of American workers believe there is a very real chance they will be unemployed in the next five to seven years) і тут же напряму до героя додає «але яке до того діло такій великій рибі, як ти» (but what does that matter to a bloated millionaire fat cat like you?). З одного боку, Ван Ортон такий самотній та безрадісний, тому що багатий. Він виріс у середовищі багатіїв, а тому недовірливий. З іншого боку, навіть опісля всіх пригод, він зберігає status quo (свої гроші та свої зв'язки), що можна сприймати як алюзію на політичну чи фінансову еліту, яка навіть після серйозних скандалів часто виходить сухою і з води, а усілякі катарсиси та переломні моменти в житті обходяться їм меншою кров'ю.

### Зв'язок з іншими творами

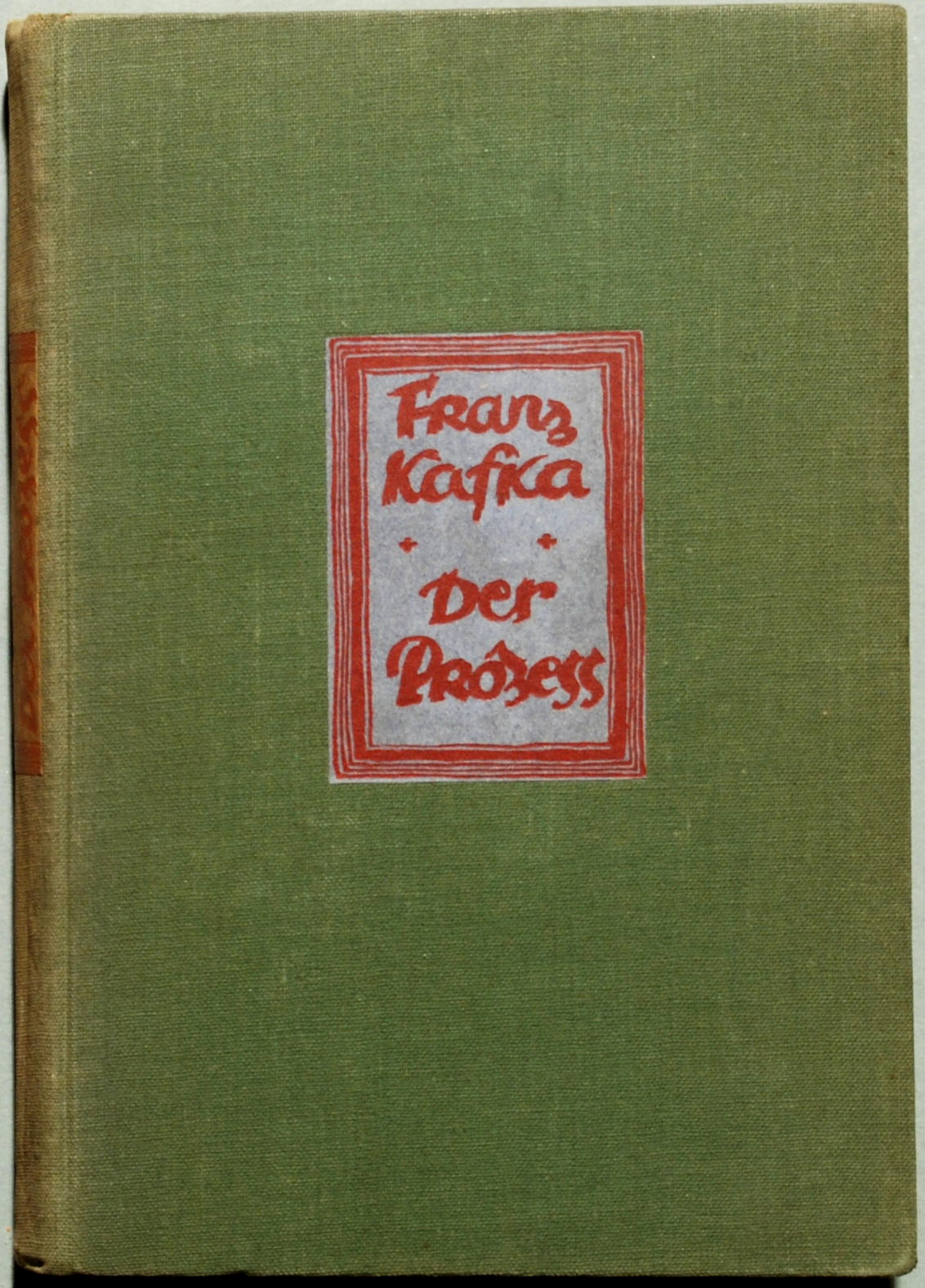
«Процес» Кафки має багато спільного з «Грою» Фінчера

У фільмі простежується зв'язок із великою кількістю інших фільмів та літературних творів.
Бронкато та Ферріс під час написання сценарію черпали натхнення з таких серіалів, як «Ув'язнений» та «Месники», в яких головні герої стикаються зі штучним, керованим кимось, оточенням. Ще одним джерелом натхнення став фільм Девіда Мемета «Дім ігор», у якій головна героїня замість звичного гарного способу життя змушена справлятися з неочікуваними підступами. Фільм перегукується з цілою низкою фільмів та серіалів, у яких відбувається своєрідне «полювання» за персонажами. Так, коли Фінчер уперше починав читати сценарій, йому здалося, що це римейк чи щось дуже подібне до фільму «Найнебезпечніша гра», в якій російський барон Зарофф розважається тим, що полює на людей.
Параноя, яка панує у фільмі, уподібнює «Гру» до параноїдальних трилерів 70-х років, таких як «Змова «Паралкас» чи «Китайський синдром», за винятком того, що фільм Фінчера не зачіпає тематику політики, а наявність всюдисущої та могутньої CRS перегукується з романом Стівена Кінга «Котяче око», у якому наявна подібна компанія «Quitters Inc.». Питання щодо правдивості чи реальності того, що відбувається, та втрата контролю над ситуацією Ван Ортоном перегукується з фільмом «Західний світ», у якому керовані роботи у спеціальному парку розваг виходять з-під людського контролю, і замість отримати нові враження люди стикаються з небезпекою.

«Гра» також пов'язана з фільмом «Чарівник країни Оз». Цей фільм надихнув дизайнерів на створення інтер'єру офісу CRS у вигляді скляного лабіринту, яким головний герой блукає та вступає до гри.

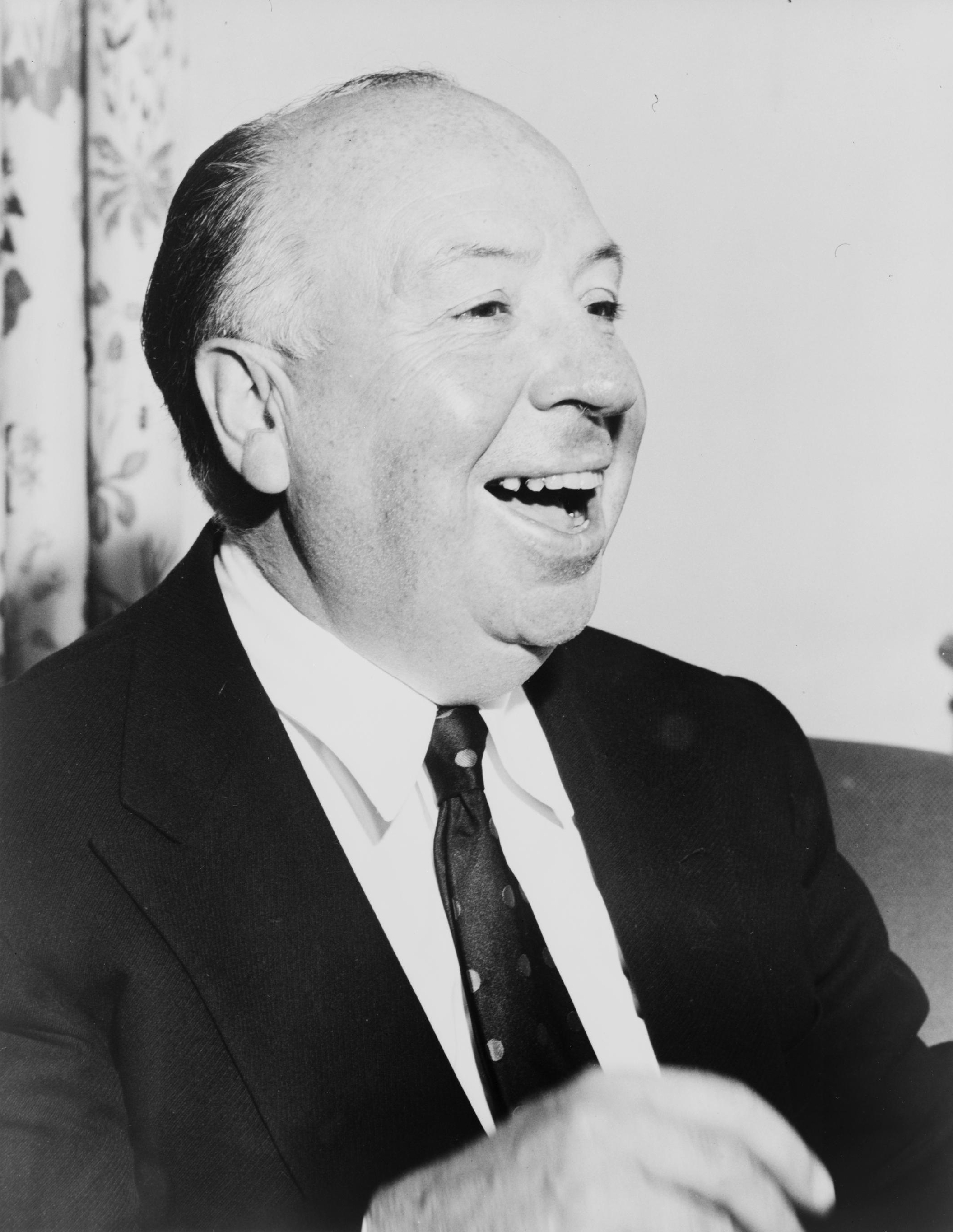
Альфред Гічкок, фільми якого вплинули на знімання «Гри»

Характеристика Ван Ортона на початку як людини, що нічого не відчуває й живе в окремому керованому світі, та його переродження, яке глядач має змогу бачити впродовж фільму, перегукується зі шляхом такого ж неприємного Ебенезера Скруджа із «Різдвяної пісні» Чарлза Дікенса. Ця думка підтверджується режисером: Фінчер наполягав на змінах у сценарії, які мали б перетворити азартного фінансового гравця у Скруджа, він від початку бачив майбутній фільм як історію людини, що зазнає змін. На його ж думку, відмінність між творами полягає у тому, що твір Дікенса ґрунтується на сильних емоціях, тоді як «Гра» базується на інтелектуальній складовій. Ще одним фільмом, із яким порівнюють «Гру» через наявність зміни поглядів головного героя, є «Це прекрасне життя».
Кінокритики вбачають подібність між «Грою» та фільмами Альфреда Гічкока, що не заперечує й сам режисер. Так, Фінчер вибрав Сан-Франциско для знімань, оскільки це місто чудово асоціюється з детективами, у ньому були відзняте «Запаморочення». Переживання Ван Ортона, пов'язані зі смертю батька, подібні до переживань Джона «Скотті» Ферґюсона із «Запаморочення». Відлюдькуватість головного героя «Гри» дуже подібна до способу життя іншого гічкоківського персонажа — Роджера Торнгілла, головного героя «На північ через північний захід».
Простежується зв'язок і з «Процесом» Франца Кафки. Як і Йозеф К., Ван Ортон потрапляє в череду незрозумілих та абсурдних подій і неясно, хто ці події і з якою метою спланував. Марк Бравнінг порівнює Ван Ортона з Цинциннатом — головним героєм роману Володимира Набокова «Запрошення на страту». Обидва персонажі є відстороненими від світу, обидва герої потрапляють у ситуацію, коли вони не можуть збагнути, де реальний світ, а де фантазія (Ван Ортон хоче знати, що є справжньою подією, а що черговим трюком компанії, а Цинциннат намагається віднайти реальність, вважаючи, що чужий йому світ — це ілюзія), обидва герої досягають мети, коли приймають смерть: Ван Ортон вчиняє невдале самогубство й отримує відповіді на свої питання, а Цинцинната страчують, і він стає частиною «реальності».

## Сприйняття та критика
Спочатку фільм отримав змішані відгуки, особливо, коли порівняти з попереднім творінням Фінчера («Сім»), однак з часом ставлення критиків змінилося і «Гру» почали розглядати як недооцінену свого часу роботу режисера. На Rotten Tomatoes фільм має рейтинг 74 % від кінокритиків (рейтинг «свіжий») та 84 % від глядачів. На Metacritic рейтинг критиків становить 61/100, а від глядачів — 8.6/10. На IMDb фільм має рейтинг 7.8/10.

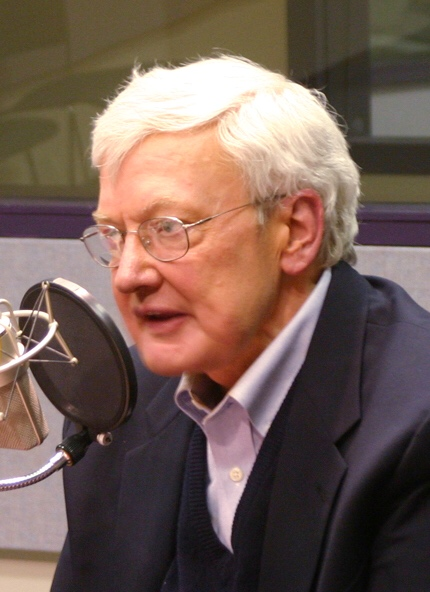
Роджер Еберт

«Гра» вийшла у прокат у Північній Америці 12 вересня 1997 року з рейтингом R та пробула в ньому 15 тижнів. У перший тиждень фільм зібрав понад 14 мільйонів доларів, загалом в Америці — понад 48 мільйонів. За кордоном глядачі витратили ще близько 61 мільйона доларів. Таким чином, сумарні збори становили близько 109.5 мільйонів доларів, що, хоч і покрило витрати на знімання в розмірі 70 мільйонів, все ж не вважалося значним фінансовим успіхом.
Опісля прем'єри низка критиків доволі негативно або зі змішаними емоціями оцінила стрічку. Стівен Гантер (Вошингтон Пост) хоч і не заперечував, що зображення фільму виглядає пристойно, він сам здатен зацікавити, а деякі сцени, як-от екшн в таксі, його вразили, загалом не зрозумів суті і посилу, які режисер вкладав в «Гру». Він назвав роботу Фінчера профанством, карикатурою про ніщо («doodle about nothing»), нонсенсом («piffle») та погано спродюсованим рімейком «Цього прекрасного життя» («film feels like a post-death-of-God remake of "It's a Wonderful Life»). Головний докір критик адресував кінцівці й тому, що вся гра в кінці виявляється жартом, що суттєво завдає удару атмосфері стрічки та сприйняттю подій, що передували фіналу. Гантеру не сподобалися ні чергова роль Дугласа в ролі багатого холодного чоловіка, ні причини, через які Ван Ортон потрапляє до гри (Гантер не розуміє, що поганого в тому, що Ван Ортон сфокусований суто на бізнесі). Джонатан Розенбаум (Чикаго Рідер) також назвав фільм розважальною дурницею («entertaining nonsense»). На думку критика, уся параноїдальність фільму доволі банальна, а саме кіно значно поступається глибиною тому ж «На північ через північний захід», на яке воно подібне.

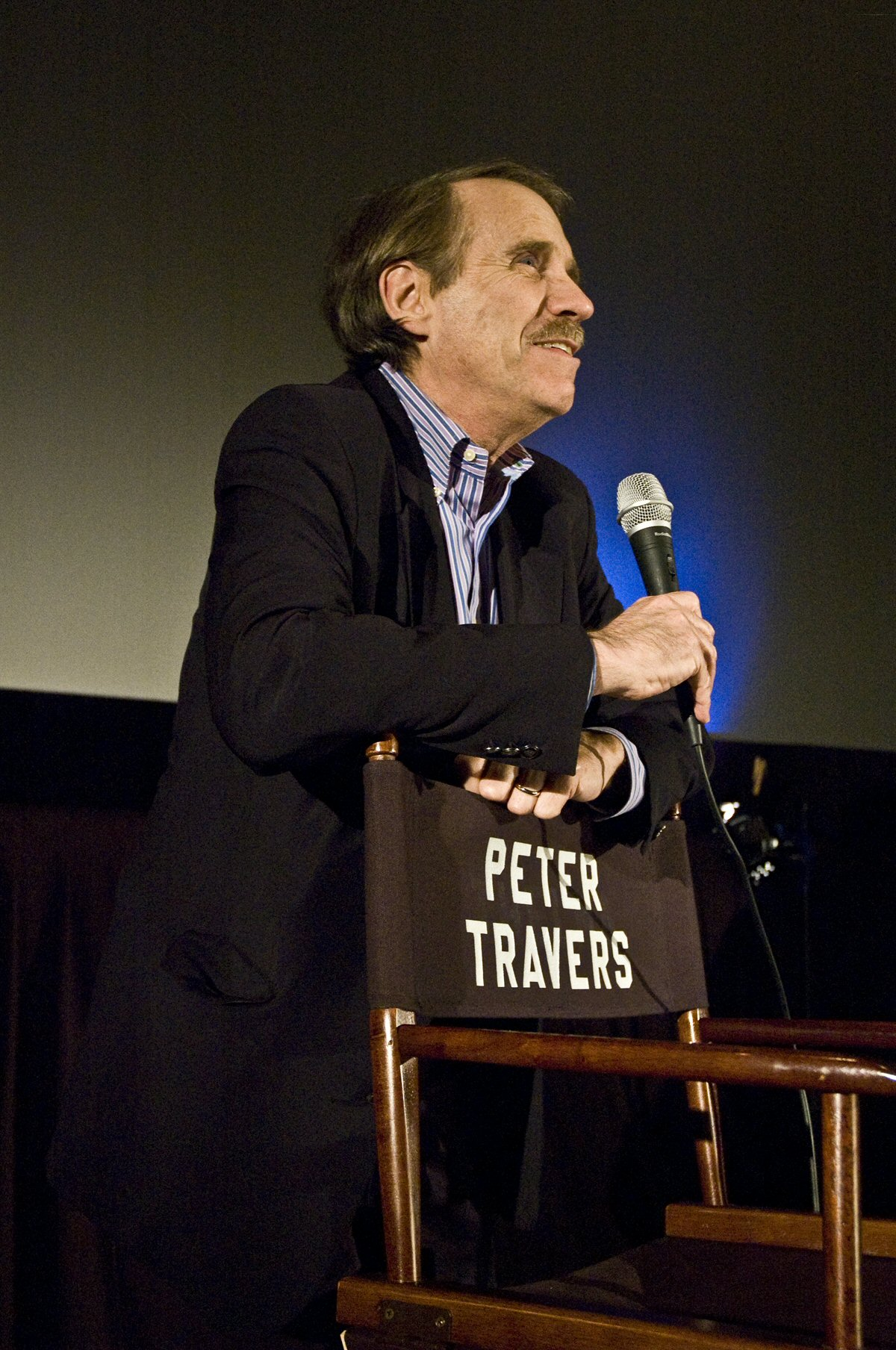
Пітер Трейверс

Чарльз Тейлор (Salon) вбачив певну абсурдність в сюжеті фільму. Наприклад, він не міг повірити, що такий серйозний та скрупульозний бізнесмен, як Ван Ортон, просто візьме і підпише контракт у штаб-квартирі CRS, не знаючи його умов. Він також не дуже зрозумів кінцівку, адже головний герой хоч і отримав урок про те, що гроші в житті не найважливіші, все ж не втратив нічого, а тому може продовжувати звільняти людей чи бути не надто привітним, тільки тепер він це може робити, не забуваючи радіти життю. Тейлору не сподобався надмір посилань до інших фільмів, у певний момент йому здалося, що фільм — це просто сукупність сцен, які відсилають до інших творінь. На велику кількість сюжетних дірок та неправдоподібність вказували і Марк Савлов (Остін Кроніклс), і Пітер Трейверс (Роллінг Стоунс). Останній також вважає, що нестандартна для Фінчера позитивна кінцівка відвернула від фільму його найприхильніших фанатів. Як й інші критики, що відгукнулися про фільм в негативному тоні, він не розуміє для чого служить гра. Єдиним позитивом він вважає те, що фільм знімався Фінчером і в ньому є окремі моменти його геніальності.
Овен Глейберман (Ентертеймент Віклі) оцінив фільм на B+ і поставився поблажливо до певної надуманості гротескності сюжетних поворотів, заявивши, що стрічка від самого початку дає зрозуміти, що вона дещо абсурдна. Він назвав кіно захопливим і також порівняв його з «На північ через північний захід», але, на відміну від Розенбаума, у позитивному сенсі. Він висловився, що фільм захопив його питанням прихованої мети гри (Гантер теж загадується цим питанням, але вважає це мінусом стрічки) і тим, що, як і головний герой, глядач не може зрозуміти де реальність, а де фантазія, а тому постійно перебуває в напрузі.
Алмар Гафлідасон (Бі-Бі-Сі) оцінив фільм на 3/5. З одного боку головним мінусом фільму він бачить те, що усі ці сюжетні повороти та екшн створюють відчуття того, що у фіналі має відбутися щось неймовірне. Сам же ж фінал такі очікування не справджує, кінцівка на фоні попередніх подій розчаровує. З іншого боку він високо оцінив режисуру і те, як Фінчер використовує місто для створення гнітючої атмосфери. Добре оцінив він і гру Дугласа. Загалом Гафлідасон резюмує, що, попри фінал, фільм весело та цікаво дивитися.
Роджер Еберт (Чикаго Сан-Таймс) оцінив фільм на 3.5/4. Він погоджується з іншими критиками у тому, що події фільму доволі надумані і в реальному житті малоймовірно, аби комусь вдалося втілити їх в життя з такою точністю, утім він не вбачає в цьому жодної проблеми. З його точки зору, фільм правдоподібно зображає людину в кошмарі, те як вона почувається і як діє. Ван Ортон, який все холодно контролює, опиняється в ситуації, коли все довкола нього охоплене хаосом. Саме це Еберт вважає великим плюсом фільму: не так важливо задавитися питанням, чи можливо зробити підстави CRS у реальному житті, важливіше відчути переживання героя, а вони, на думку критика, реалістичні для людини у такій ситуації. Роботу Фінчера також сприйняли позитивно, як і роль Дугласа, який хоч і зіграв типову для нього роль суперуспішного чоловіка, але цього разу нетипово був повністю знищений та зганьблений. Мік Ласал (Сан-Франсиско Кроніклс) також відзначає, що споглядання того, як руйнується життя людини, помішаної на контролі («control freak») захоплює глядача і приносить йому якесь садистське задоволення.
З плином часу та виходом VHS, DVD та BD ставлення до «Гри» серед критиків змінилося у кращу сторону і фільм почали розцінювати як недооцінену свого часу роботу. Ба більше, картину почали цитувати інші режисери: окрім вже вище згаданій схожості титрів «Спадщини», багато подібних планів можна зустріти у фільмі «Нічні ігри».

## VHS, DVD та BD
На касетах фільм вийшов у вересні 1998 року, а через місяць — і на DVD (дистрибуцією займалась «PolyGram Films»). Хоча виробник обіцяв низку бонусів на диску, по суті глядач отримав мінімум, який складався з можливості обирати частини фільму (їх на диску 20), включати титри, була можливість переглянути фільм одразу декількома мовами, а оригінальна та німецькомовні версії були додатково адаптовані для людей з проблемами зі слухом. Аудіоформат диску був Dolby Digital 5.1, доступними співвідношеннями екрану були 1,33:1 та 2,35:1.
Дещо раніше, у липні того ж року, фільм вийшов на лазерному диску (власне, на двох дисках з доступними чотирма сторонами) компанією «Criterion». Цей продукт створений у тісній співпраці з режисером і володів низкою додаткових матеріалів, серед яких:
- окрема доріжка з коментарями Фінчера, Дугласа, Бранкато, Ферріса, Савідеса, Річарда Бейлі, який зокрема долучився до створення вступних сцен фільму, Джефрі Бікрофта, кінооператора, та Кевіна Гавга, який відповідав за графіку та спецефекти;
- кадри знімань стрічки;
- малюнки й описи сцен і локацій;
- альтернативна кінцівка;
- усі промо-матеріали (трейлер та тизер);
- відео з психологічними тестами.

На диску доступні два аудіоформати (Dolby Digital 2.0 та Dolby Digital 5.1), співвідношення сторін екрану становило 2,35:1.
Опісля цих релізів довгий час ніяких нових якісних продуктів світ не бачив, фільм перевидавався на DVD, але без жодних додаткових матеріалів. Трансфер на BD 2011 року відбувся з того ж джерела, що і на DVD, і був холодно прийнятий. Лише 2012 року та ж «Criterion» випустила BD з фільмом. Додаткові матеріали не відрізнялися від таких, що були на лазерному диску, однак значна увага приділялась якості картинки та звуку: оглядачі відмітили насиченість кольорів, відмінний баланс чорного та білого, чудову деталізацію. Варто відзначити, що створення зображення відбувалось з використанням оригінальних плівок, під наглядом Савідеса та Фінчера. Співвідношення сторін екрану становить 2,40:1, роздільна здатність — 1080p, аудіоформат — DTS-HD MA 5.1. Разом з диском покупець також отримував есе від кінокритика Стеррітта.
27 липня 2020 року став доступним комплект BD+DVD від «Arrow Films». Всього вийшло 3000 таких наборів з фокусом на британську аудиторію. Зображення перенесено з BD від «Criterion», але також можна дивитися фільм зі співвідношенням сторін екрану 4:3, доступні 2 аудіоформати — DTS-HD MA 5.1 та 2.0. Додатково набір включає есеїв од критика Ніла Янга, друковане інтерв'ю Бранкато, можливість перегляду відео з коментарями критика Ніка Пінкертона, низку архівних відео, книжку на 200 сторінок зі статтями American Cinematographer, які стосуються «Гри», монографією Білджа Ебірі та розділом про створення фільму з книги Джеймса Своллоу «Dark Eye: The Films of David Fincher».